# Александер, Фрэнсис
Фрэнсис Александер (англ. Francis Alexander; 1800—1880) — американский художник-портретист.

## Биография
Родился 3 февраля 1800 года в город Киллингли (англ. Killingly), штат Коннектикут.
Воспитывался дома, где самостоятельно начал изучать использование цвета. В 1820 году отправился в Нью-Йорк, где учился живописи у Александра Робертсона (англ. Alexander Robertson). В зимы 1831 и 1832 годов провёл в Риме.
Вернувшись в США, проживал в течение почти десяти лет в Бостоне, штат Массачусетс, где имел успех. В 1839 году он был избран почётным членом Национальной академии дизайна.
Его дочь Франческа Александр была популярным иллюстратором, автором и переводчиком.
Умер 27 марта 1880 года во Флоренции. Похоронен на кладбище Cimitero degli Allori во Флоренции, где также находятся могилы его жены и дочери Франчески, также ставшей художницей.

## Труды
Одна из лучших работ Александера — портрет миссис Флетчер Вебстер, находившийся ранее в Бостонском музее изящных искусств и позже вернувшийся к потомкам её семьи в Сарджент.

Некоторые работы
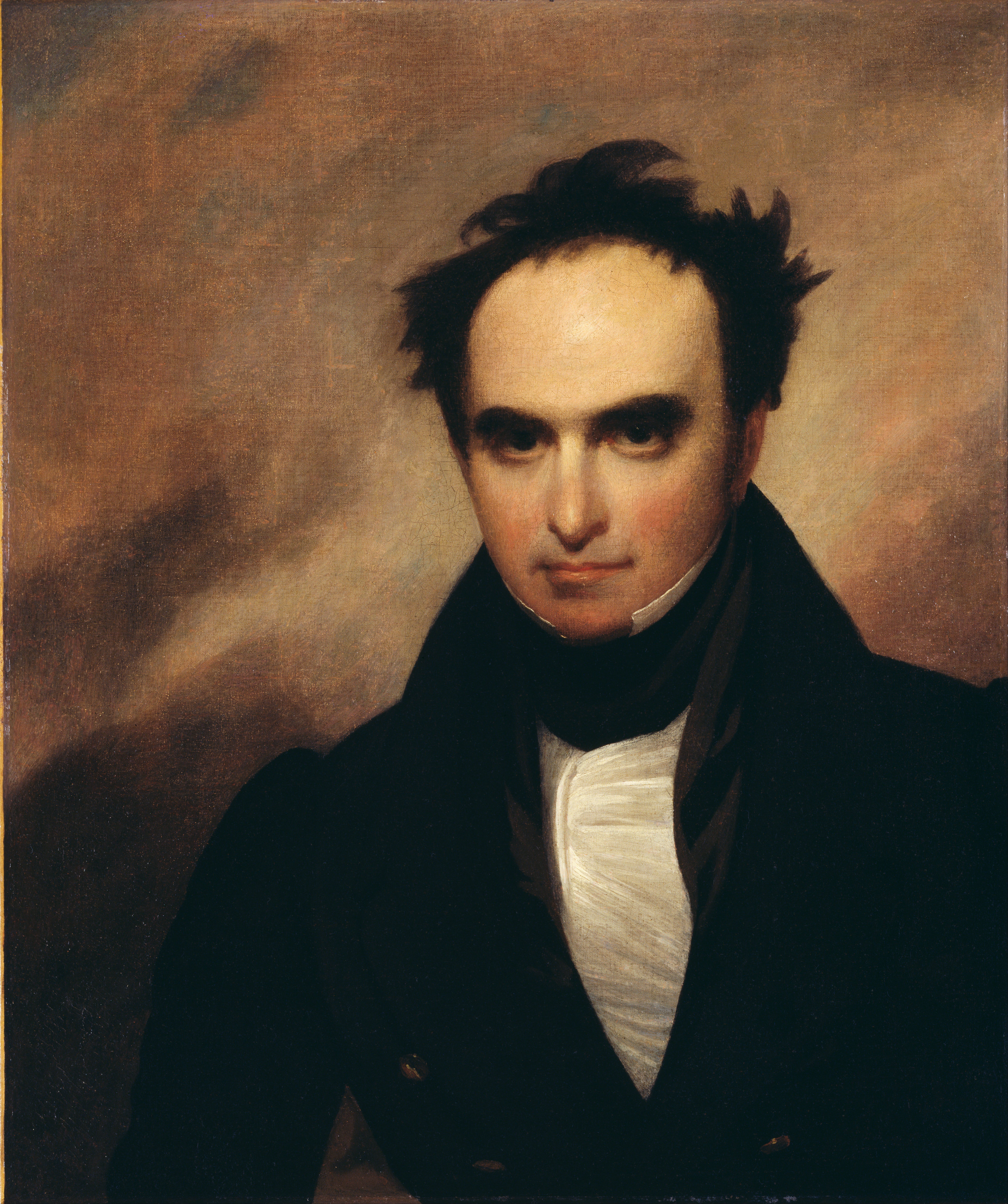
Дэниел Уэбстер
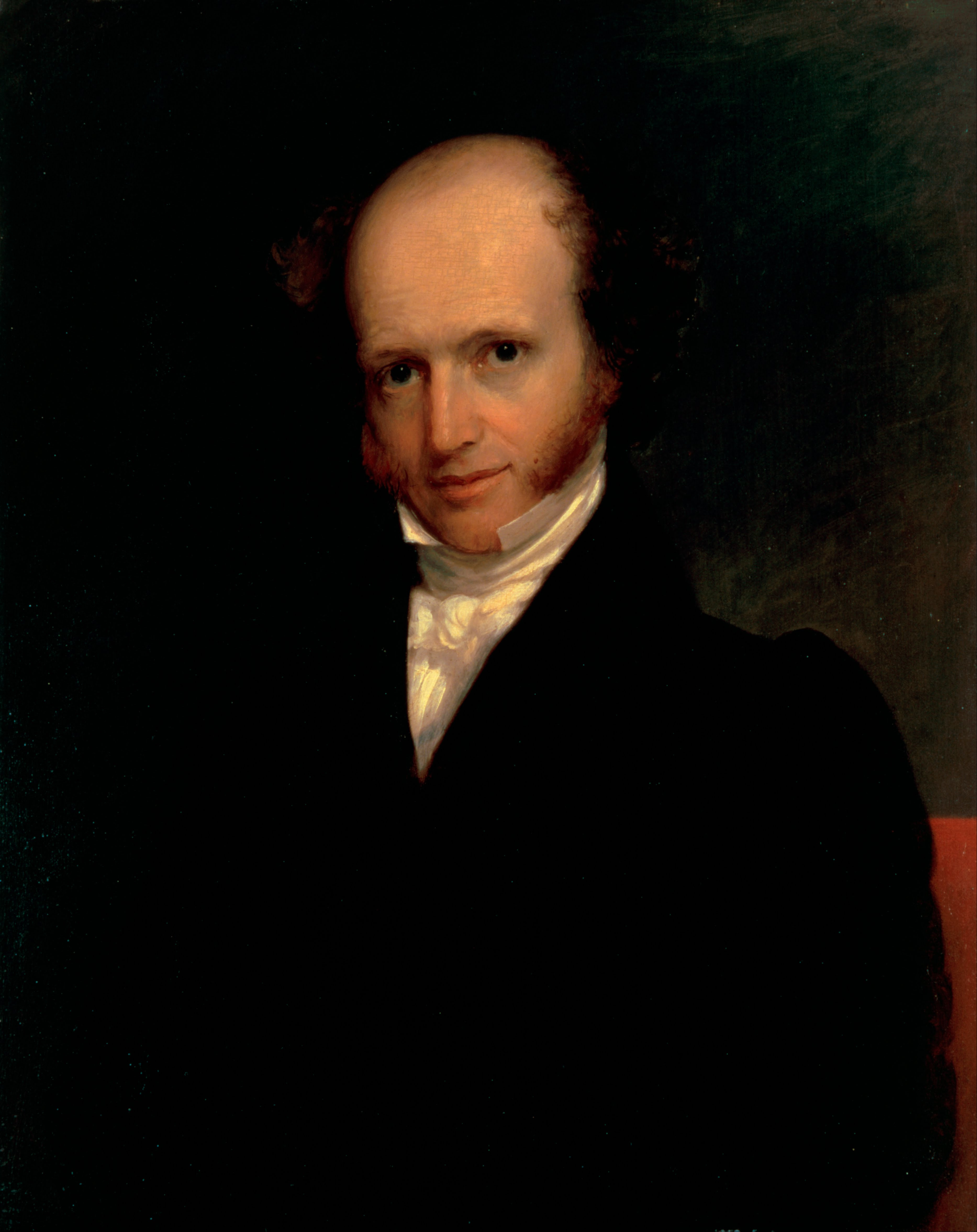
Мартин Ван Бюрен
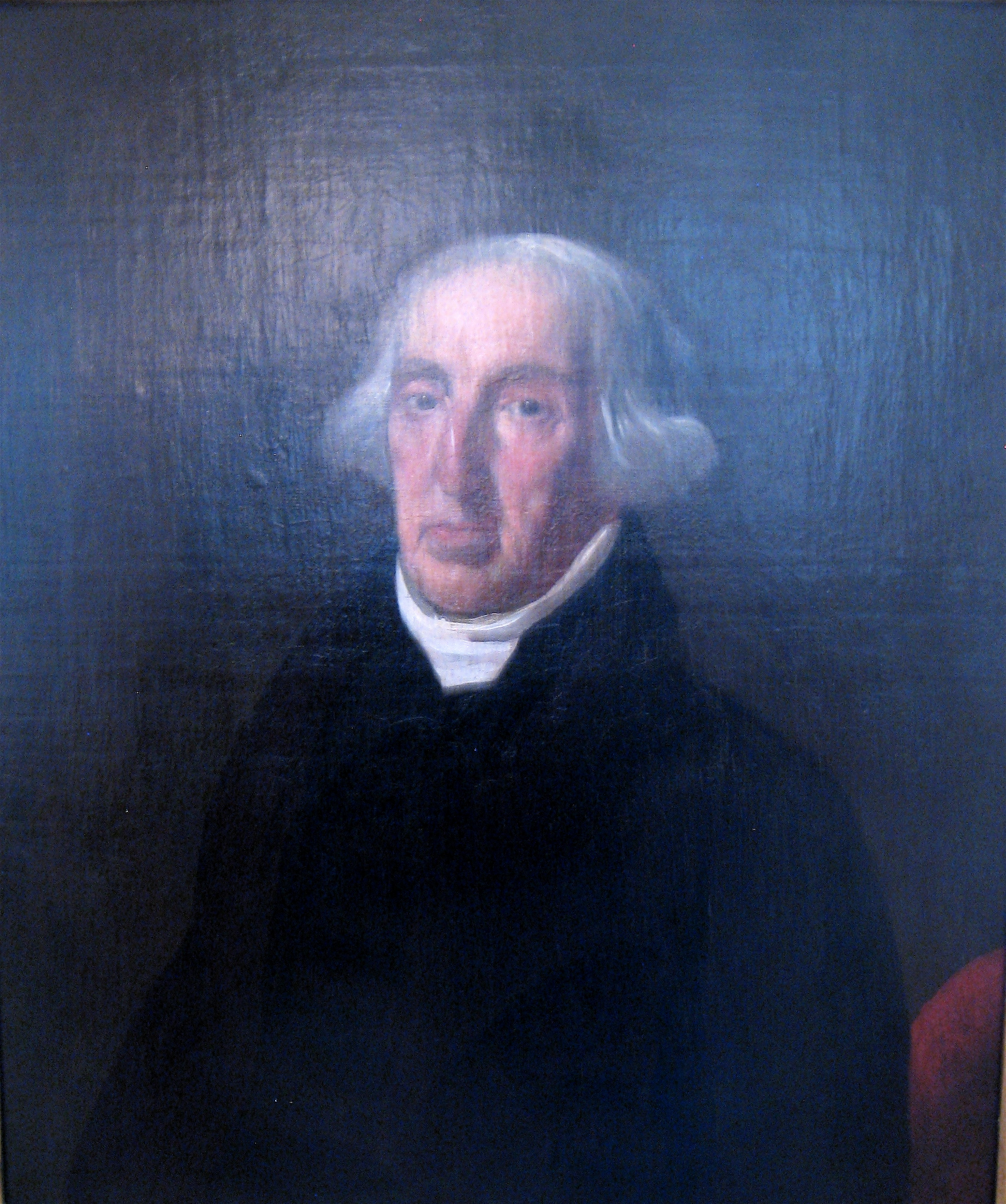
Томас Мелвилл[англ.]
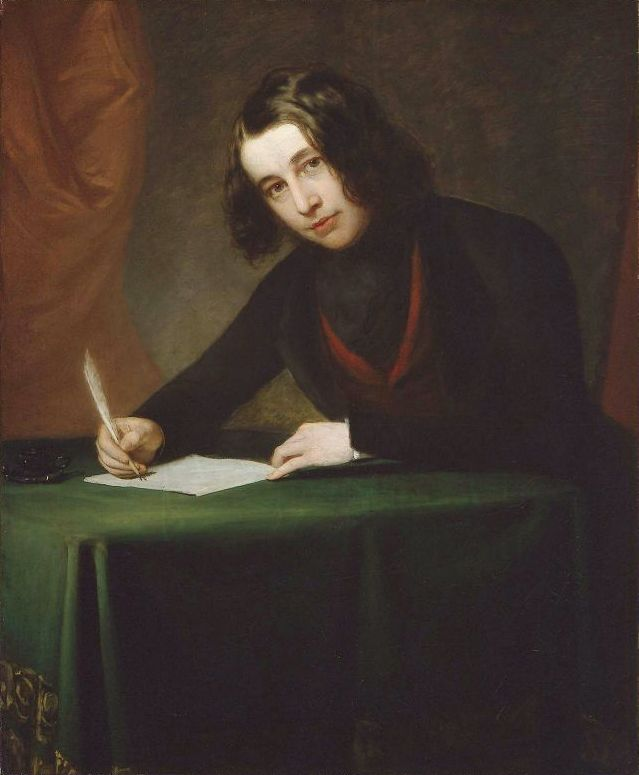
Чарльз Диккенс